# Область Скелястих гір

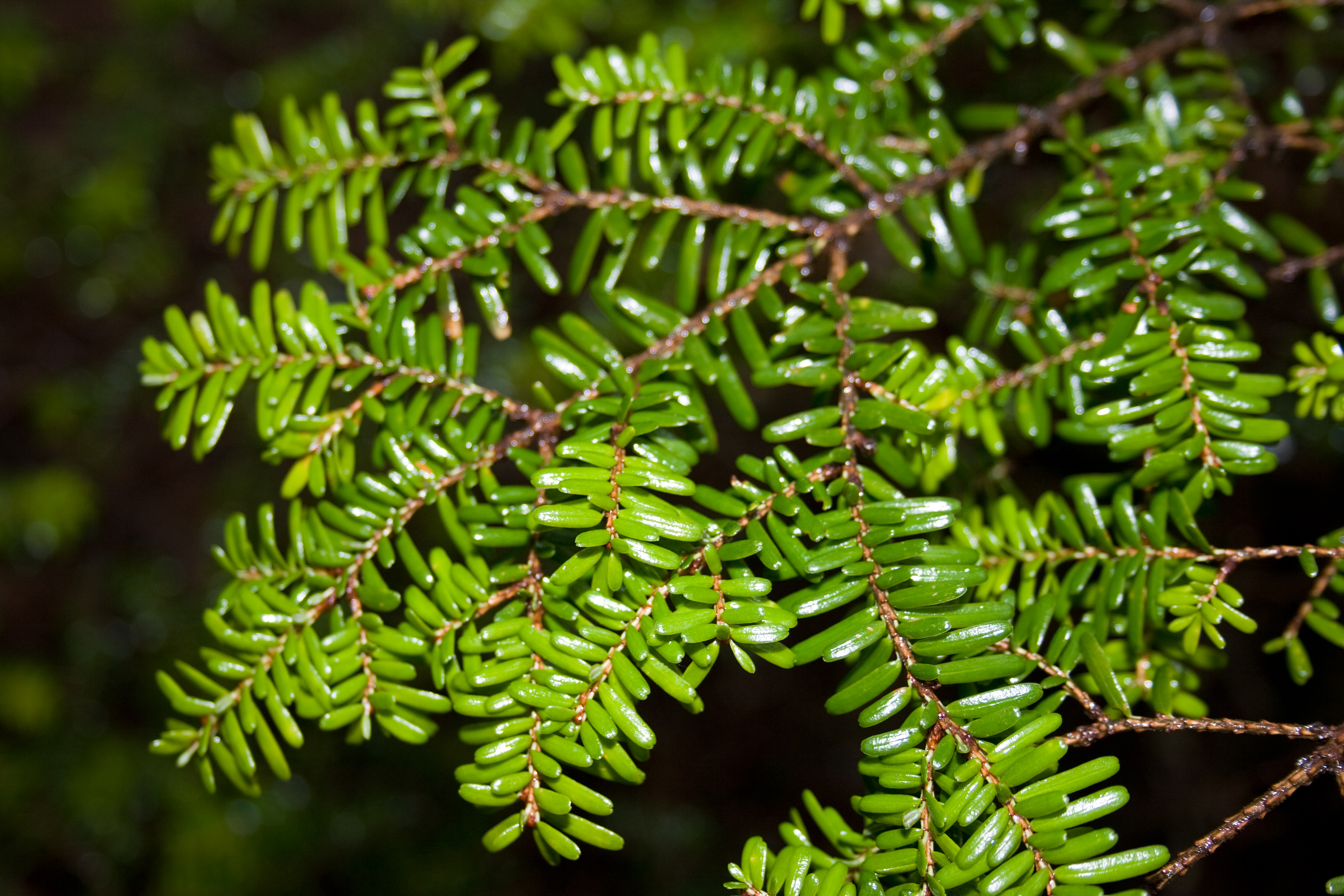
Тсуга різнолиста

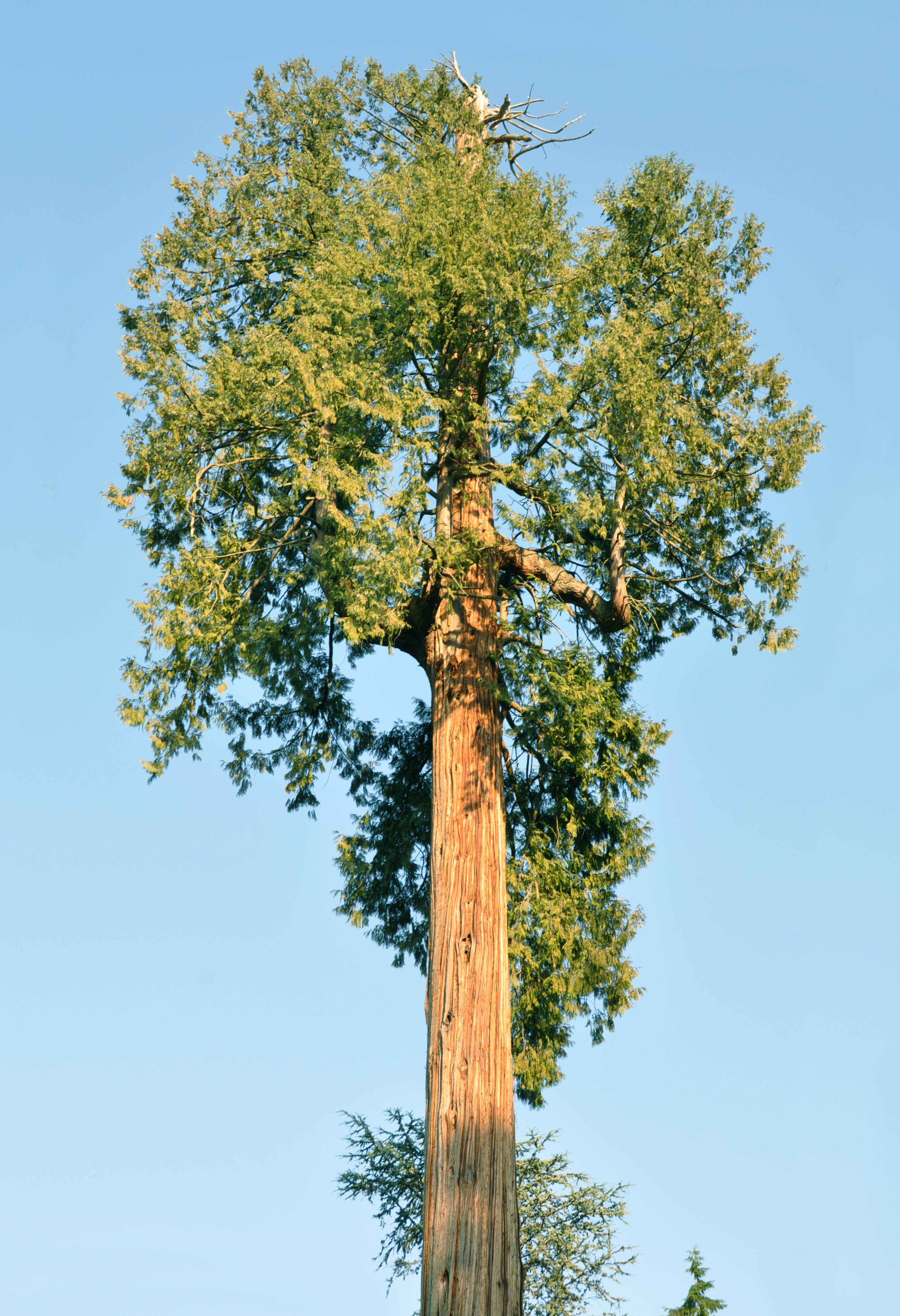
Туя велетенська у Ванкувері

Область Скелястих гір — флористична область в біогеографії і екології. Входить в Бореальне підцарство і Голарктичне царство. Розташована уздовж західного узбережжя Північної Америки в районі Кордільєрів. Скелясті гори — найбільш великий масив Кордільєрів, розташований в середині континенту.
Ендемічні родини серед квіткових тут відсутні. Є декілька десятків ендемічних родів. Ендемізм — видовий. В цілому тут переважають хвойні ліси, і жодна інша область не має такого багатого складу хвойних порід дерев. Типові представники: туя (Thuya), тсуга (Tsuga), ялина (Picea), сосна (Pinus), псевдотсуга (Pseudotsuga), кипарисові (Cupressáceae).